# Alfi Zangenberg
Alfi Muriel Anna Elisa Zangenberg (født Printz den 11. juni 1882, død 25. januar 1966) var en dansk skuespillerinde og hundeopdrætter. 
Som skuespiller optrådte hun på københavnske teatre og i en række danske stumfilm i årene 1910-1920. Hun blev gift med skuespilleren og instruktøren Einar Zangenberg, der døde i 1918. Få år efter Einar Zangenbergs død opgav hun skuespilkarrieren og arbejdede herefter med hundeopdræt af grand danois og skotske terriere. Hun skrev en række bøger om hunde. 

## Opvækst
Alfi Zangenberg blev født i Chicago i USA som datter af amerikaneren Martin W. Printz og en dansk mor, født Ertberg. Faren døde, og moren flyttede herefter tilbage til Danmark med datteren Alfi, der dengang var 15 år. I Danmark gik hun på teateret, hvor hun modtog undervisning. 

## Skuespillerkarrieren
Under navnet Alfi Printz debuterede hun i 1904 som skuespiller på Casino i København i rollen som Dronning Flavia i stykket Fangen på Zenda. Senere var hun tilknyttet Dagmarteatret og Det nye Teater. Hun blev i 1905 gift med skuespilleren Einar Zangenberg (1882-1918) og debuterede som stumfilmskuespiller i 1910 for Nordisk Films Kompagni og medvirkede i en række af Nordisks produktioner. Einar Zangenberg blev i 1912 direktør for Kinografen, og Alfi fulgte med ham over til det konkurrerende filmselskab, hvor hun medvirkede i flere af de film han instruerede. Hun fik i ægteskabet med Einar en datter, den senere skuespillerinde Lillian Zangenberg.
Efter Einar Zangenbergs død i 1918 medvirkede hun i et par film hos Olaf Fønss' selskab Dansk Astra Film og sluttede kort herefter karrieren. Hendes sidste film var Samvittighedskvaler i 1920.

## Hundeopdrætter
Efter ophøret af skuespillerkarrieren koncentrerede hun sig om opdræt af racehunde. Efter Einar Zangenbergs død giftede hun sig med grosserer Erik Levison (død i 1936), og hun tog herefter navnet Alfi Muriel Levison. Under dette navn drev hun fra ca. 1920 til 1950 den anerkendte Kennel Heimdalshus i Holte nord for København. Hun blev en kapacitet inden for opdræt af granddanois og skotske terriere og opnåede anerkendelse i udlandet, og var international dommer og bestyrelsesmedlem i Specialklubben for den Danske Hund og i 1955 æresmedlem af Grand Danois Klubben. Hun blev den højst præmierede opdrætter i Skandinavien af skotske terriere.
Hun skrev flere bøger om hunde og hundeopdræt, herunder "Hundens pasning og pleje for begyndere" (1944), "Alt om hunde" (1945) og bogen "Hallo, her er jeg", der også blev udgivet i Sverige.

## Filmografi
- Kean	(1910)
- Sølvdaasen (1910)
- Kosakfyrsten som Fyrstinden (1910)
- To Tjenestepiger, som Pigen i spilleklubben (1910)
- Tyven (1910)
- Den forsvundne Mona Lisa, manuskript (1911)
- Den stjaalne Millionobligation som Grevinden (1911)
- Kattebaronessen som kattebaronessen Sylvia (1912)
- Kansleren kaldet "Den sorte Panter" som Prinsesse Ilka af Iranien (1912)
- Ildfluen som Grevinde Krag (1913)
- Skuespilleren som Edith, Roberts kone (1913)
- Skæbnens Veje som Fru Bruun (1913)
- Moderkærlighed som Fru Ellen Falck (1913)
- Den store Cirkusbrand	som Carmen, sangerinden (1913)
- Eksplosionen som Fabrikanten Bruns kone (1914)
- Tiger-Komtessen som Komtesse Olga, grevindens datter (1914)
- Livets Ubønhørlighed, manuskript (1914)
- En Ungdomssynd som Agnete, student (1915)
- Det indiske Gudebillede som Alma, lægens hustru (1915)
- Statens Kurér	som Gesandtens frue (1915)
- Under Galgen	som  Volhyma, indfødt spåkvinde (1915)
- Fristerinden som Agnes, stud. med., etatsraadens datter (1916)
- Den filmende Baron som Eva Grace (1917)
- Avisdrengen (1918)
- Krondiamanten	(1918) som Mafa, Rajahens hustru
- Kærlighedens Almagt (1919)
- Scenens Børn (1919)
- Samvittighedskvaler (1920)